# Zlati rt
Zlati rt (hrvaško Zlatni rat), tudi Zlati rog, je plaža v Dalmaciji približno 2 kilometra zahodno od pristaniškega mesta Bol na južni obali hrvaškega otoka Brača. Razteza se proti jugu v Hvarski kanal, vodni del Jadranskega morja med otokoma Brač in Hvar, kjer se nahajajo močni vodni tokovi, zaradi katerih je nastal in ki povzročajo njegovo bolj ali manj stalno premikanje. Obala je večinoma pokrita z belim prodom, preostanek pa porašča gozdič sredozemskih borovcev.